# Batrachotoksyna
Batrachotoksyna (BTX) – organiczny związek chemiczny, sterydowa neurotoksyna zawarta w wydzielinie skóry płazów bezogonowych z rodziny Dendrobatidae, ciele chrząszczy z rodziny Melyridae oraz występująca na powierzchni piór i skóry kilku gatunków ptaków (fletowce, czubopapuasek, fletnik czarny, fletnik zmienny, modrogłówka, fletówka królewska i rdzawogłowik). W przypadku nowogwinejskich fletowców i modrogłówki źródłem batrachotoksyny są zjadane przezeń chrząszcze z rodzaju Choresine.
Pierwsze trujące ptaki występujące na Nowej Gwinei zostały opisane w roku 1992 i są przez żyjących tam Papuasów nazywane "pikantnymi". Po wielu latach zidentyfikowano nowe gatunki i wykazano, że zarówno fletówka królewska, jak i rdzawogłowik niezależnie wykształciły odporność na batrachotoksynę poprzez mutacje białek w miejscach, gdzie normalnie dochodzi do ich połączenia z tą trucizną.
Działanie batrachotoksyny polega na depolaryzacji błony neuronu, co powoduje zwiększenie przepływu jonów sodu poprzez błonę komórkową nerwu. Gdy substancja ta przyłącza się do białek sodowego kanału jonowego neuronów, wywołuje niekontrolowaną kaskadę wyładowań. Znaczne dawki tej substancji mogą powodować paraliż mięśni, a nawet prowadzić do śmierci. 

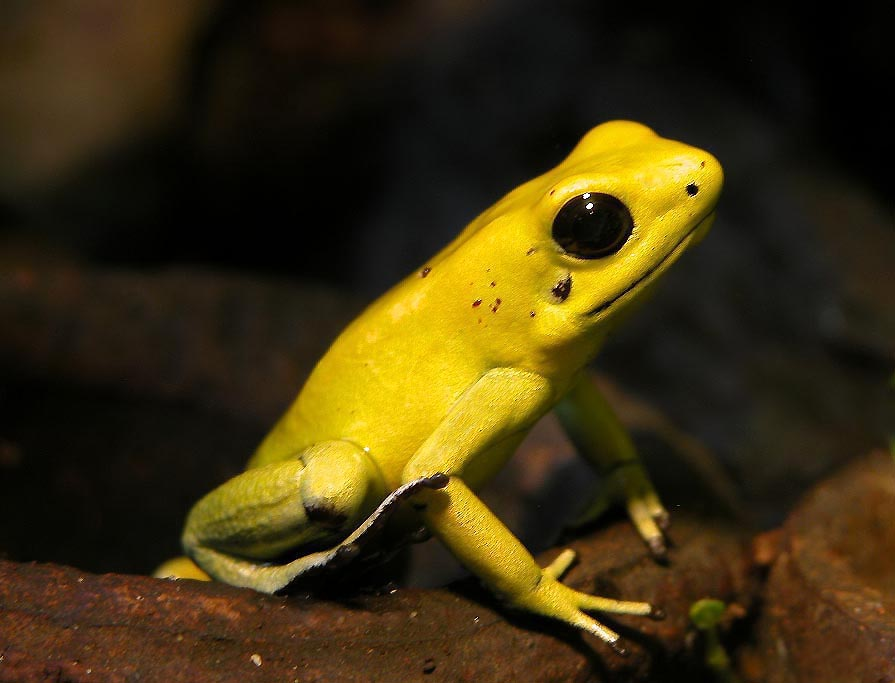
Przedstawiciel rodziny Dendrobatidae – liściołaz żółty (Phyllobates terribilis)

Działanie batrachotoksyny znosi się z działaniem tetrodotoksyny.